# مجزرة مدرسة الحناوي
مجزرة مدرسة الحناوي هي مجزرة ارتكبها سلاح جوّ الاحتلال الإسرائيلي خلال الحرب الفلسطينية الإسرائيلية 2023-2024. استهدفت هذه المجزرة النازحين في مدرسة الحناوي في حي الأمل غربي خان يونس جنوب قطاع. هذه المجزرة من ضمن عدة مجازر وقعت خلال الحرب وتسبّبت هذه المجزرة الإسرائيليّة والتي استهدفت مدرسة الحناوي إلى استشهاد 14 شهيدًا.

## المجزرة
في ساعات العصر الأولى من يوم الثلاثاء الموافق 6 فبراير 2024، قام السلاح الجو الإسرائيلي بقصف مدرسة الحناوي الواقعة في حي الأمل غربي خان يونس جنوب قطاع وذلك في إطار شن سلسلة على كافة المناطق الجنوبية للقطاع. حيثُ شن الطيران الإسرائيلي غارات على المدرسة. ومع بداية الحرب الفلسطينية الإسرائيلية 2023 قام عدد كبير من سكان غزة بالنزوح إلى المدارس؛ وذلك بسبب اعتقادهم بأن المدراس مناطق محمية بموجب القانون الدولي الإنساني. ومع ذلك، قام سلاح الجو الإسرائيلي بقصف مدرسة الحناوي التي تؤوي نازحين. وتمكنت سيارات الإسعاف والدفاع المدني من انتشال جثامين 14 مواطناً ومعظمهم أطفال ونساء إضافة إلى عشرات الجرحى وعشرات المفقودين.